# Андреевка (Сампурский район)
Андре́евка — деревня в Сампурском районе Тамбовской области России. Входит в состав Сатинского сельсовета.

## География
Деревня находится на юге центральной части Тамбовской области, в лесостепной зоне, в пределах Окско-Донской низменной равнины, на левом берегу реки Кензари, на расстоянии примерно 5 километров (по прямой) к северо-востоку от Сатинки, административного центра района. Абсолютная высота — 145 метров над уровнем моря.

### Климат
Климат умеренно континентальный, относительно сухой. Средняя температура воздуха самого холодного месяца (января) — −11,5 — −10,5 °C (абсолютный минимум — −39 °C); самого тёплого месяца (июля) — 19,5 — 20,5 °C (абсолютный максимум — 40 °С). Среднегодовое количество атмосферных осадков варьирует в пределах от 400 до 650 мм. Продолжительность залегания снежного покрова составляет в среднем 145 дней.

### Часовой пояс
Деревня Андреевка, как и вся Тамбовская область, находится в часовой зоне МСК (московское время). Смещение применяемого времени относительно UTC составляет +3:00.

## Население
| 2010 |
| ---- |
| 6    |

### Половой состав
По данным Всероссийской переписи населения 2010 года в гендерной структуре населения мужчины составляли 66,7 %, женщины — соответственно 33,3 %.

### Национальный состав
Согласно результатам переписи 2002 года, в национальной структуре населения русские составляли 100 % из 11 чел.

## Известные уроженцы
- Конин, Михаил Фёдорович (1921—2003) — советский военный лётчик, полковник авиации, Герой Советского Союза.